# Peperomia marchionensis
Peperomia marchionensis är en pepparväxtart som beskrevs av Forest Brown. Peperomia marchionensis ingår i släktet peperomior, och familjen pepparväxter. Inga underarter finns listade i Catalogue of Life.